# Nienhagen (Landkreis Rostock)

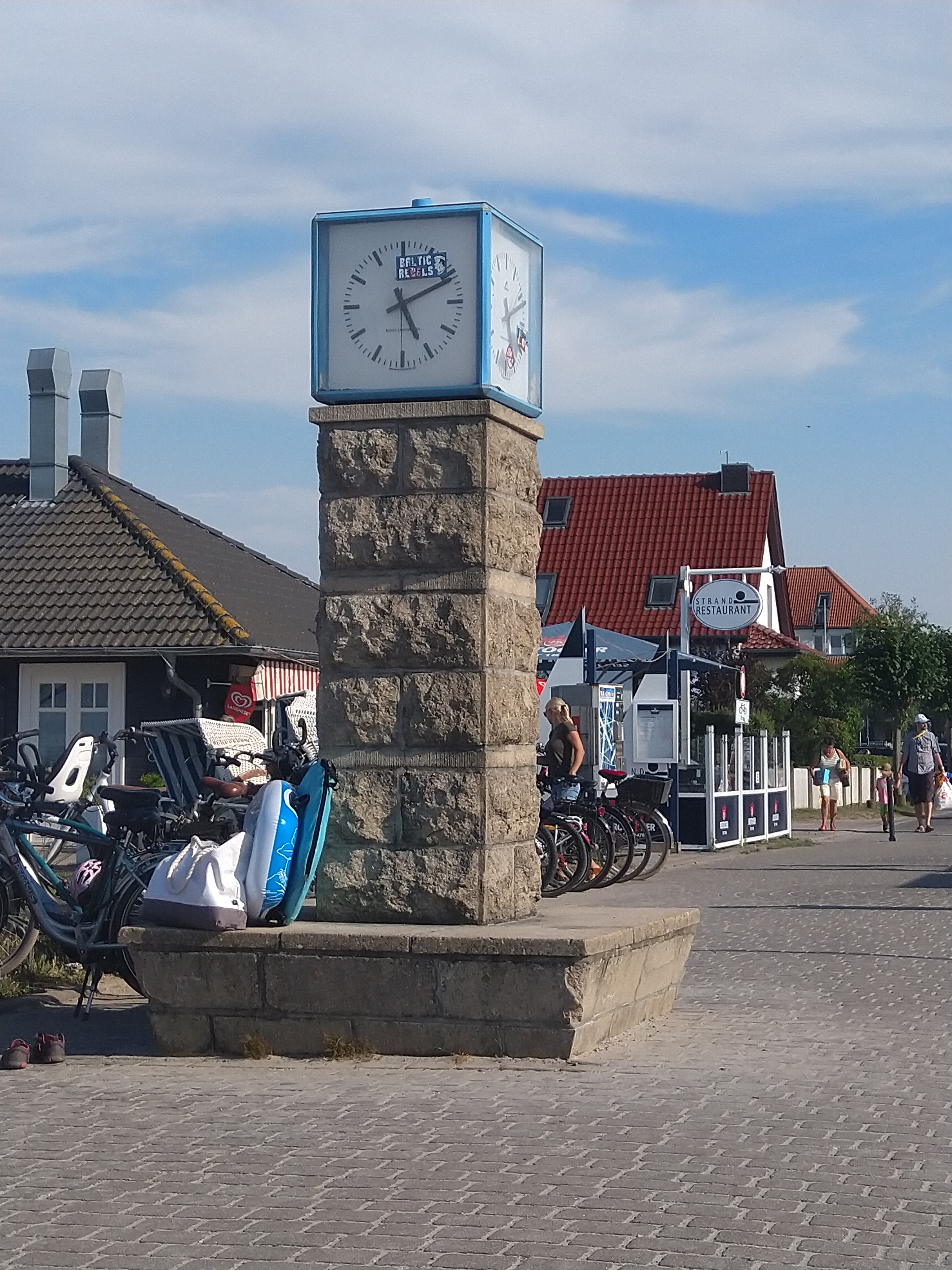
Uhr nahe der Treppe zum Strand

Das Ostseebad Nienhagen ist eine Gemeinde im Landkreis Rostock in Mecklenburg-Vorpommern (Deutschland). Sie wird vom Amt Bad Doberan-Land mit Sitz in Bad Doberan verwaltet.

## Geografie
Die Gemeinde liegt an der Ostseeküste zwischen Heiligendamm und Rostock-Warnemünde. Große Teile des Gemeindegebietes sind bewaldet. Westlich des Ortes liegt unmittelbar an der etwa zwölf Meter hohen Steilküste das Nienhäger Holz. Die unaufhaltsame Erosion durch Wind und Wasser führt dazu, dass jährlich ca. 25 cm der Steilküste wegbrechen.
Der als Gespensterwald bekannte, unmittelbar an die Ortschaft angrenzende Mischwald Nienhäger Holz ist zirka 180 Hektar groß. Die Herkunft dieser Bezeichnung ist nicht genauer belegt, jedoch vermutlich auf den 1,25 Kilometer langen und rund 100 Meter breiten Küstenabschnitt des Waldes zurückzuführen, der vorrangig mit Buchen und einigen Eichen bestanden ist. Vor allem die Buchen sind durch den Seewind verformt, haben häufig einen einseitigen Wuchs und ein schlangenhaft verdrehtes Geäst, was dem Wald in der Dämmerung und bei Nebel ein gespenstiges Aussehen gibt.
Unmittelbar hinter dem „Gespensterwald“ beginnt ein landschaftlich sehr reizvoller Wanderweg, der entlang der Steilküste verläuft und bis zur Ortschaft Börgerende führt. Die Auswirkungen der Küstenerosion in diesem Abschnitt der Ostseeküste sind gravierend.
Anderthalb Kilometer vor der Küste befindet sich in der Ostsee das Forschungszwecken dienende künstliche Riff Nienhagen.
Umgeben wird Nienhagen von den Nachbargemeinden Elmenhorst/Lichtenhagen im Osten, Admannshagen-Bargeshagen im Süden und Börgerende-Rethwisch im Südwesten.

## Geschichte
Nienhagen wurde erstmals 1264 in einer Urkunde erwähnt. Der Name -hagen bezeichnet wie viele andere Ortsnamen im umliegenden Hägerort ein gerodetes Waldgebiet. Ritter Gherhardus de Snakenborg (Gerhard von Schnakenburg) gab seinen hier gelegenen Lehnshof an das Zisterzienserkloster Doberan zurück. Weitere Urkunden aus dem 13., 14., und 15. Jahrhundert belegen den Ackerbau. Mit der Säkularisation der Klostergüter nach der Reformation wurde das Gebiet Domäne des herzoglichen Haushaltes im Herzogtum Mecklenburg. 1670 wird dieser „Meierhof“ detailliert beschrieben.
Die Bildung einer Gemeinde Nienhagen erfolgte erst zum Ende des 19. Jahrhunderts durch Zusammenschluss der drei Hufen der früheren Domäne mit den im angrenzenden kleinen Dorf entstandenen vier Erbpachthöfen, fünf Büdnern und 15 Häuslern.
Die profitable Entwicklung des Badewesens an der Küste veranlasste 1906 den damaligen Dorfschulzen Wilhelm Barten (1869–1916), Teile seines Ackers am Waldrand zur Ansiedlung von Pensionen zu parzellieren. Die Bebauung erfolgte umgehend mit einem Hotel und mehreren Pensionen. 1906 ist somit das Jahr, in dem sich das Bauerndorf Nienhagen zum Ostseebad entwickelte. Die Badewirte gründeten 1909 einen Badeverein, 1929 erhielt Nienhagen die Konzession zur „Ausübung des Seebadebetriebes“, und 1936 erfolgte eine offizielle staatliche Anerkennung als Ostseebad. Eine Seebrücke (1912 bis 1929) und ein Aussichtsturm (1912 bis ca. 1922) erhöhten die Attraktivität des Ortes. Die weitere Entwicklung wurde beeinträchtigt durch Kriege und Inflation.

## Bevölkerung
| Jahr | Einwohner |
| ---- | --------- |
| 1990 | 0677      |
| 1995 | 0721      |
| 2000 | 1.822     |
| 2005 | 1.788     |
| 2010 | 1.838     |
| 2015 | 2.020     |

| Jahr | Einwohner |
| ---- | --------- |
| 2020 | 2.140     |
| 2021 | 2.139     |
| 2022 | 2.188     |
| 2023 | 2.171     |

 Stand: 31. Dezember des jeweiligen Jahres
Die Einwohnerzahl Nienhagens erhöhte sich stetig: von 100 um 1900 über 300 im Jahr 1920 auf 677 im Jahr 1990. In den darauffolgenden Jahren stieg die Zahl der Einwohner durch den Bau vieler Einfamilien- und Mehrfamilienhäuser auf über 2000.

## Politik

### Gemeindevertretung
Die Gemeindevertretung von Nienhagen besteht aus 12 Mitgliedern. Die Kommunalwahl am 9. Juni 2024 führte bei einer Wahlbeteiligung von 77,0 % zu folgendem Ergebnis:
| Partei / Wählergruppe                                      | Stimmenanteil 2019: | Sitze 2019 |  | Stimmenanteil 2024 | Sitze 2024 |
| CDU                                                        | 41,9 %              | 5          |  | 35,8 %             | 4          |
| Wir im Ostseebad Nienhagen (WIN)                           | –                   | –          |  | 27,4 %             | 3          |
| Unabhängige Wählerschaft Ostseebad Nienhagen (UWN)         | –                   | –          |  | 17,0 %             | 2          |
| Bürgerinitiative „Gemeinsam für Ostseebad Nienhagen“ (BIG) | 26,2 %              | 3          |  | 14,4 %             | 2          |
| Die Linke                                                  | 05,9 %              | 1          |  | 05,4 %             | 1          |
| SPD                                                        | 14,5 %              | 2          |  | –                  | –          |
| Bündnis 90/Die Grünen                                      | 11,4 %              | 1          |  | –                  | –          |
| Insgesamt                                                  | 100 %               | 12         |  | 100 %              | 12         |

### Bürgermeister
- 2004–2022: Uwe Kahl (CDU)[7]
- seit 2022: Peter Zemelka (CDU)

Kahl wurde am 26. Mai 2019 mit 55,3 % der gültigen Stimmen in seinem Amt bestätigt. Er verstarb im März 2022.
Zemelka wurde am 24. Juli 2022 ohne Gegenkandidat mit 81,0 % der gültigen Stimmen zu seinem Nachfolger gewählt. Am 23. Juni 2024 wurde er in der Bürgermeisterstichwahl mit 53,8 % der gültigen Stimmen in seinem Amt bestätigt. Seine Amtsdauer beträgt fünf Jahre.

### Wappen
Das Wappen wurde am 11. November 1971 von der Gemeindevertretung angenommen und unter der Nr. 100 der Wappenrolle von Mecklenburg-Vorpommern registriert.
Blasonierung: „In Blau über zwei erniedrigten silbernen Wellenfäden eine fliegende silberne Möwe mit aufgerichtetem Flug.“
Das Wappen wurde von dem Schweriner Heraldiker Heinz Kippnick neu gezeichnet.

### Gemeindepartnerschaften
Partnergemeinden von Nienhagen sind das Ostseeheilbad Grömitz und Nienhagen in Niedersachsen.

## Sehenswürdigkeiten und Kultur

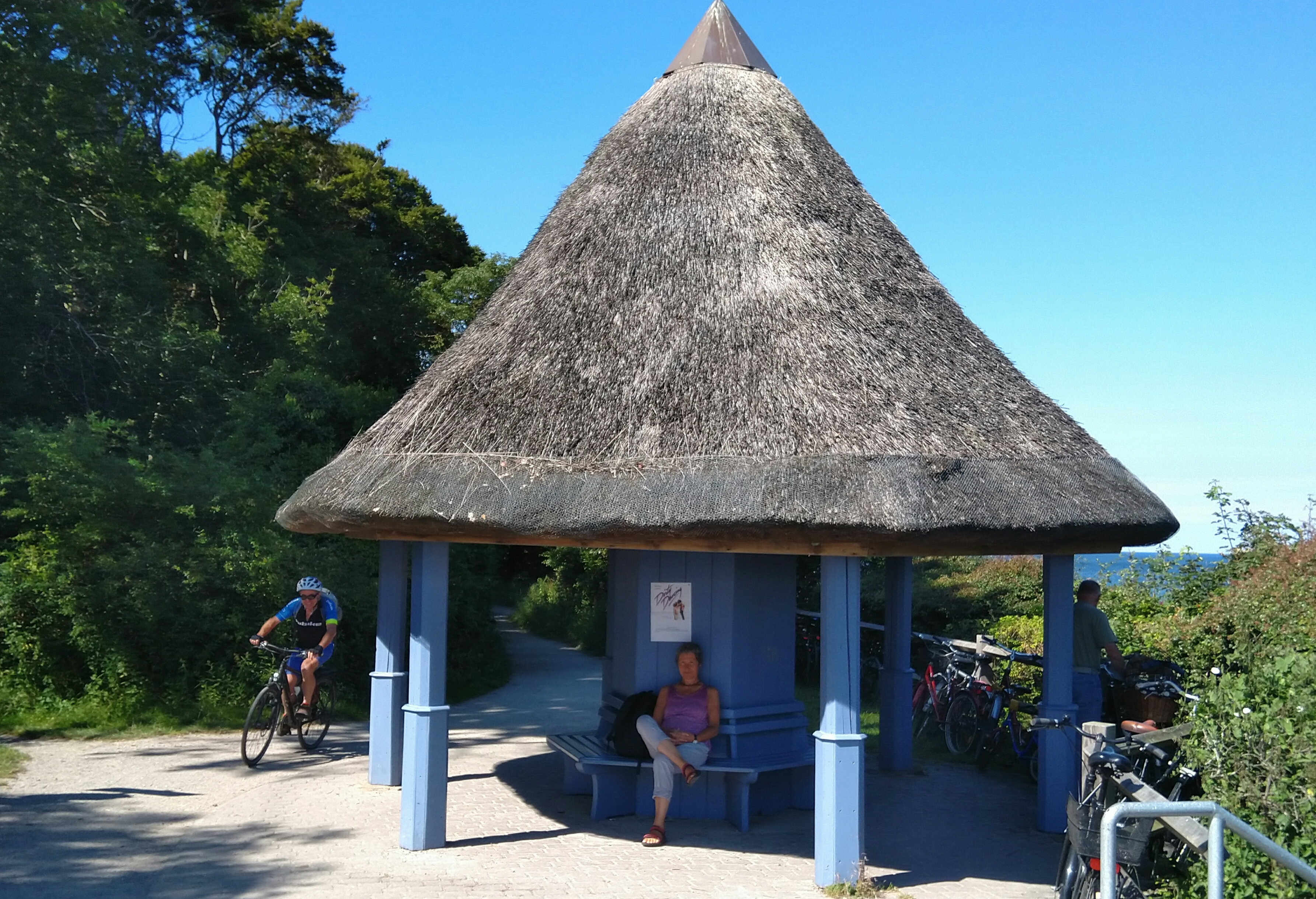
Pilz am Eingang zum »Gespensterwald«
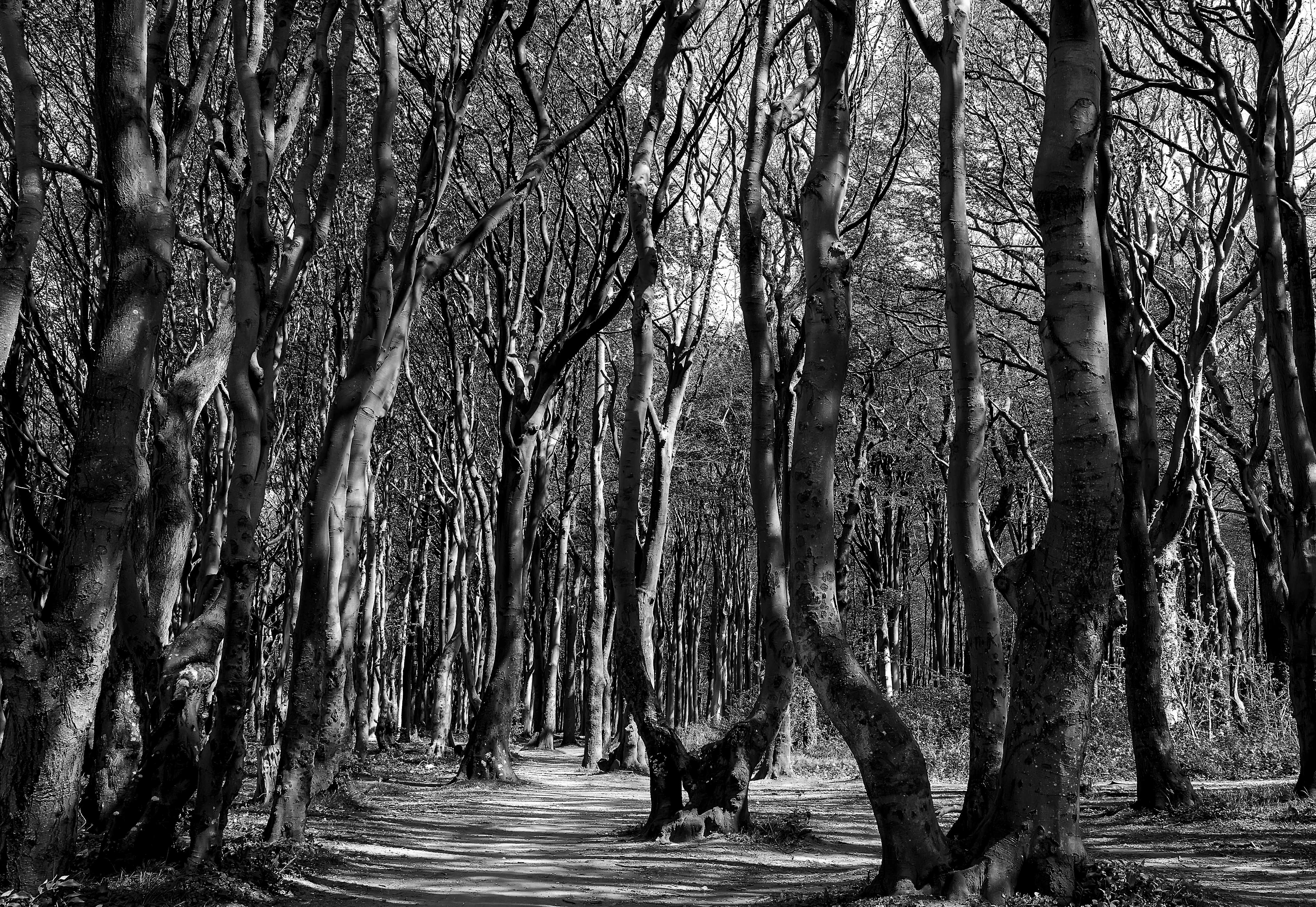
»Gespensterwald«
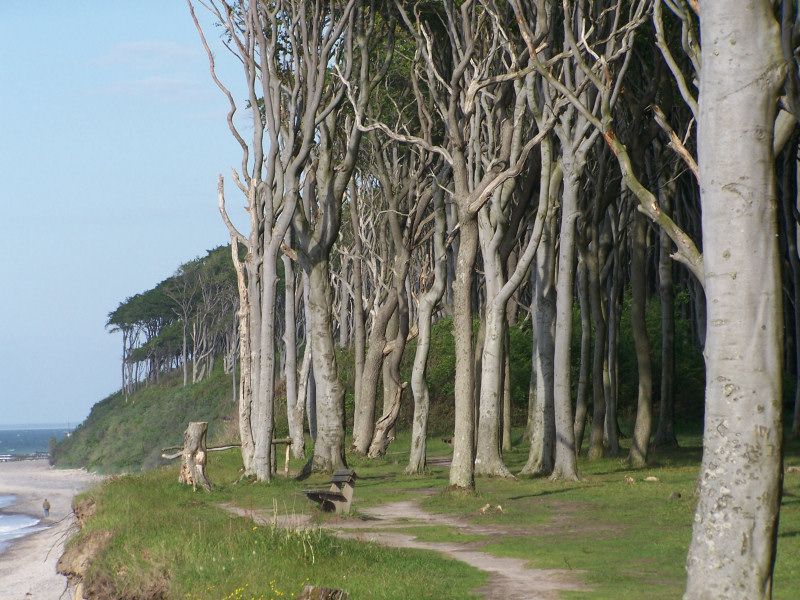
Steilküste am »Gespensterwald«
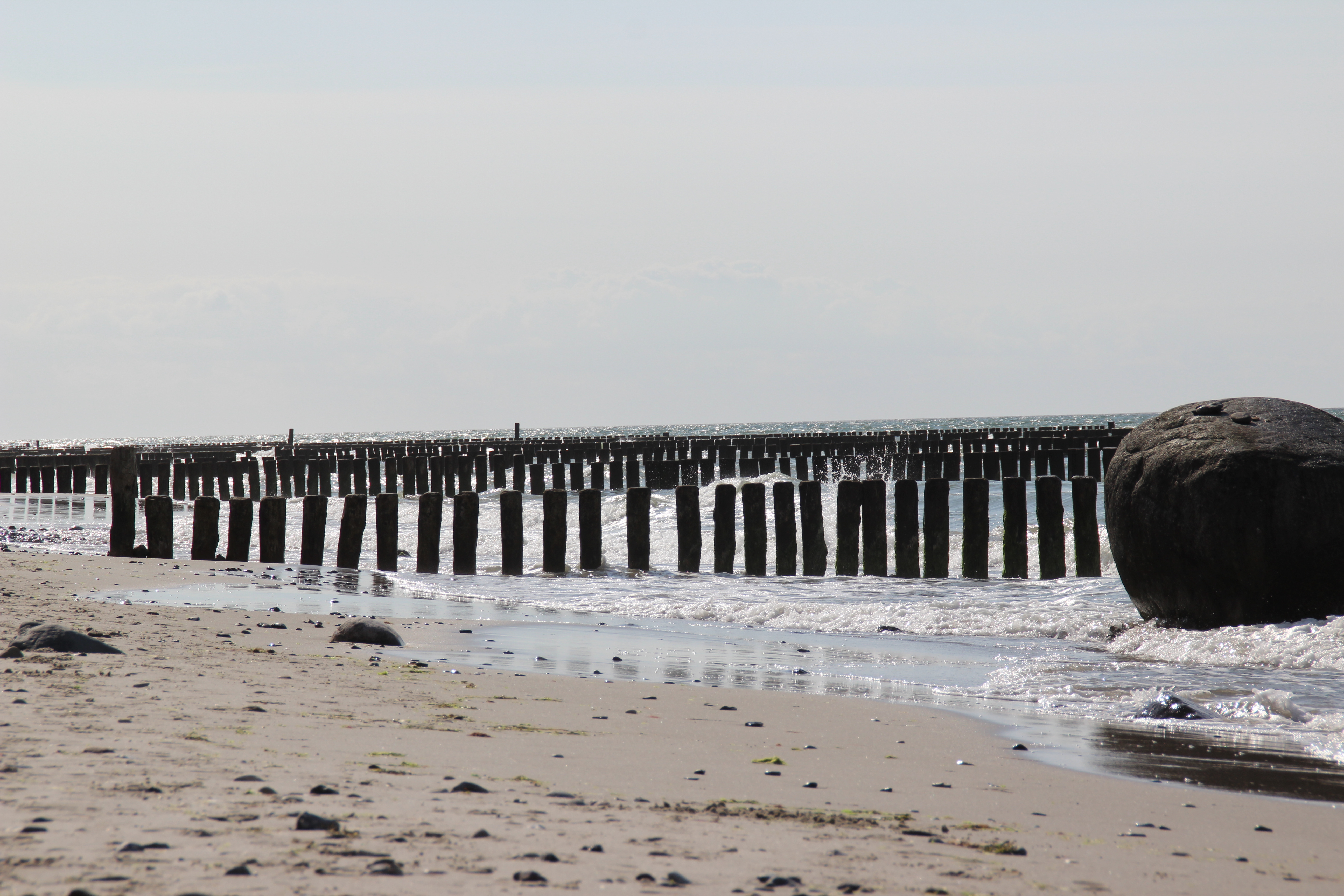
Strand am »Gespensterwald«
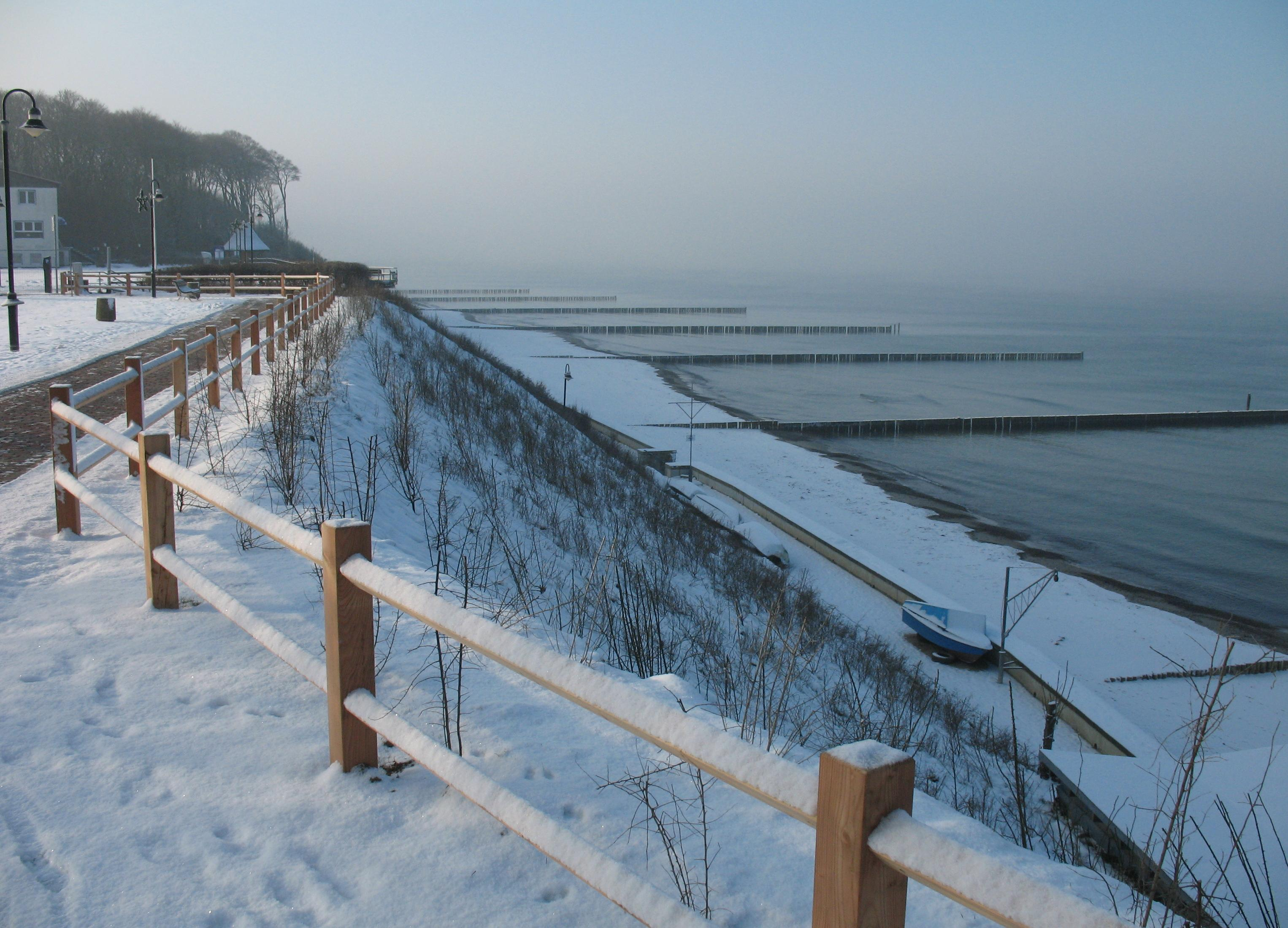
Steilküste in Nienhagen
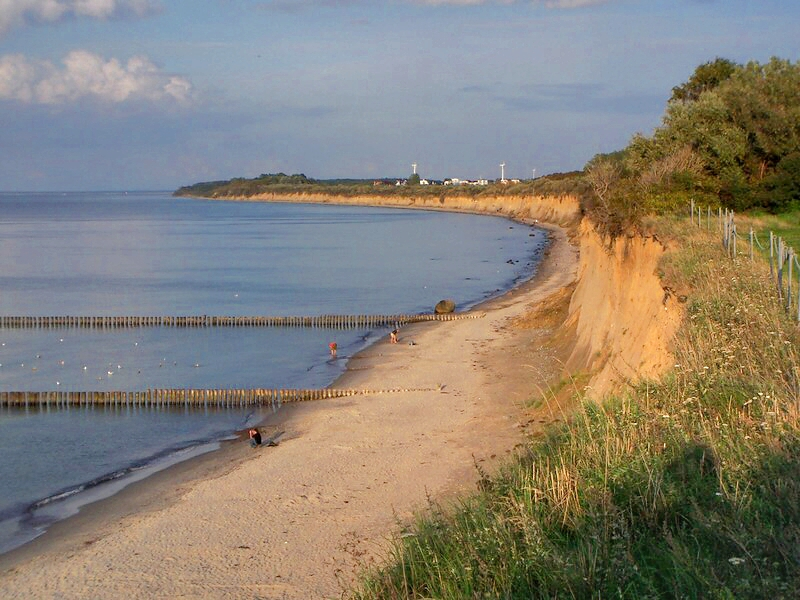
Steilküste östlich von Nienhagen

Zwischen 1909 und 1917 verbrachte Lovis Corinth hier längere Aufenthalte und schuf mehrere Grafiken und Bilder mit regionalem Bezug. Das impressionistische Gemälde Fischerkind aus Nienhagen aus dem Jahre 1916 zeigt Erika Juerß, die dreijährige Tochter seiner Vermieter.

## Verkehr
Durch die Gemeinde führt die Landstraße L 12 von Bad Doberan nach Rostock-Warnemünde. Bad Doberan liegt zirka acht Kilometer südwestlich der Gemeinde, Warnemünde zirka zehn Kilometer östlich. Die nächstliegenden Eisenbahnanschlüsse befinden sich in den beiden genannten Orten. Durch die Gemeinde verkehrt Rebus mit der Linie 119 (Bad Doberan-Nienhagen-Lütten Klein/Warnemünde).

## Persönlichkeiten

### Söhne und Töchter der Gemeinde
- Wilhelm Zierow (1870–1945), niederdeutscher Schriftsteller
- Heinrich Schmidt (1871–1941), Politiker (SPD)
- Ernst Barten (1901–1945), Jurist, Bürgermeister von Bad Doberan, kommissarischer Oberbürgermeister von Schwerin (NSDAP)
- Gerd Brenneis (1936–2003), Opernsänger

### Mit Nienhagen verbundene Persönlichkeiten
- Lovis Corinth (1858–1925), Maler, längere Aufenthalte in Nienhagen zwischen 1909 und 1917
- Otto Tarnogrocki (1875–1946), Maler und Illustrator, lebte in Nienhagen, hier auch verstorben